# Ivan Krstulović
Ivan Krstulović (Nerežišća, 1858. – Santiago, Čile, 1920.) je čileanski novinar, izdavač, slikar i glazbenik iz zajednice Hrvata u Čileu, pripadnik hrvatske političke emigracije iz doba Austro-Ugarske.
Izdavao je nekoliko listova:
- Sloboda, na hrvatskom jeziku, 1. ožujka 1902., "organ neovisnosti slavenskog naroda"[1]
- Slavenski kalendar, na španjolskom, 1904.[1]

1904. je osnovao Hrvatsku školu u Čileu.
Utemeljio je Dalmatinsku tiskaru 1905. godine.